# 兵法似海花介
兵法似海花介（学名：Parabythocythere pingfa）为深海花介科似海花介屬下的一个种。